# Dennis Baretta
Dennis Baretta (12 de septiembre de 2004) es un deportista italiano que compite en taekwondo. En los Juegos Europeos de Cracovia 2023 consiguió una medalla de oro en la categoría de –63 kg.

## Palmarés internacional
| Juegos Europeos | Juegos Europeos         | Juegos Europeos | Juegos Europeos |
| Año             | Lugar                   | Medalla         | Categoría       |
| --------------- | ----------------------- | --------------- | --------------- |
| 2023            | Krynica-Zdrój (Polonia) | Medalla de oro  | –63 kg          |